# FC Dacia Buiucani
FC Dacia Buiucani is een Moldavische voetbalclub uit het stadsdeel Buiucani van de hoofdstad Chişinău.
De club werd als CSCT Buiucani in 1997 opgericht en speelde tot 2008 enkel met jeugd. Vanaf 2008 werd ook met een seniorenploeg als CSCA-Buiucani gespeeld. In 2011 ging de club een samenwerking aan met Dacia Chisinau en ging als FC Dacia-2 Buiucani spelen. Toen Dacia Chisinau in 2018 de activiteiten staakte, ging de club als FC Dacia Buiucani verder in de Divizia B. Na een tweede plaats promoveerde Dacia Buiucani naar de Divizia A en in 2019 promoveerde de club na wederom een tweede plaats naar de Divizia Națională.

## Naamswijzigingen
- CSCT Buiucani (1997–2008)
- CSCA Buiucani (2008–2011)
- FC Dacia-2 Buiucani (2011–2017)
- Dacia Buiucani (2018–)

## Eindklasseringen vanaf 2018
| 2 |

| 2 |

| 5 |

| 3 |

| 7 |

| 6 |

| 7 |

| Divizia Națională | Divizia A | Divizia B |

Bălți ·
FC Dacia Buiucani ·
Milsami ·
Petrocub · 
Politehnica Chișinău ·
Sheriff · 
CSF Spartanii Sportul ·
Zimbru